# Goniorhynchus plumbeizonalis
Goniorhynchus plumbeizonalis là một loài bướm đêm trong họ Crambidae.